# Zomicarpa steigeriana
Zomicarpa steigeriana là một loài thực vật có hoa trong họ Ráy (Araceae). Loài này được Maxim. ex Schott miêu tả khoa học đầu tiên năm 1862.

## Hình ảnh

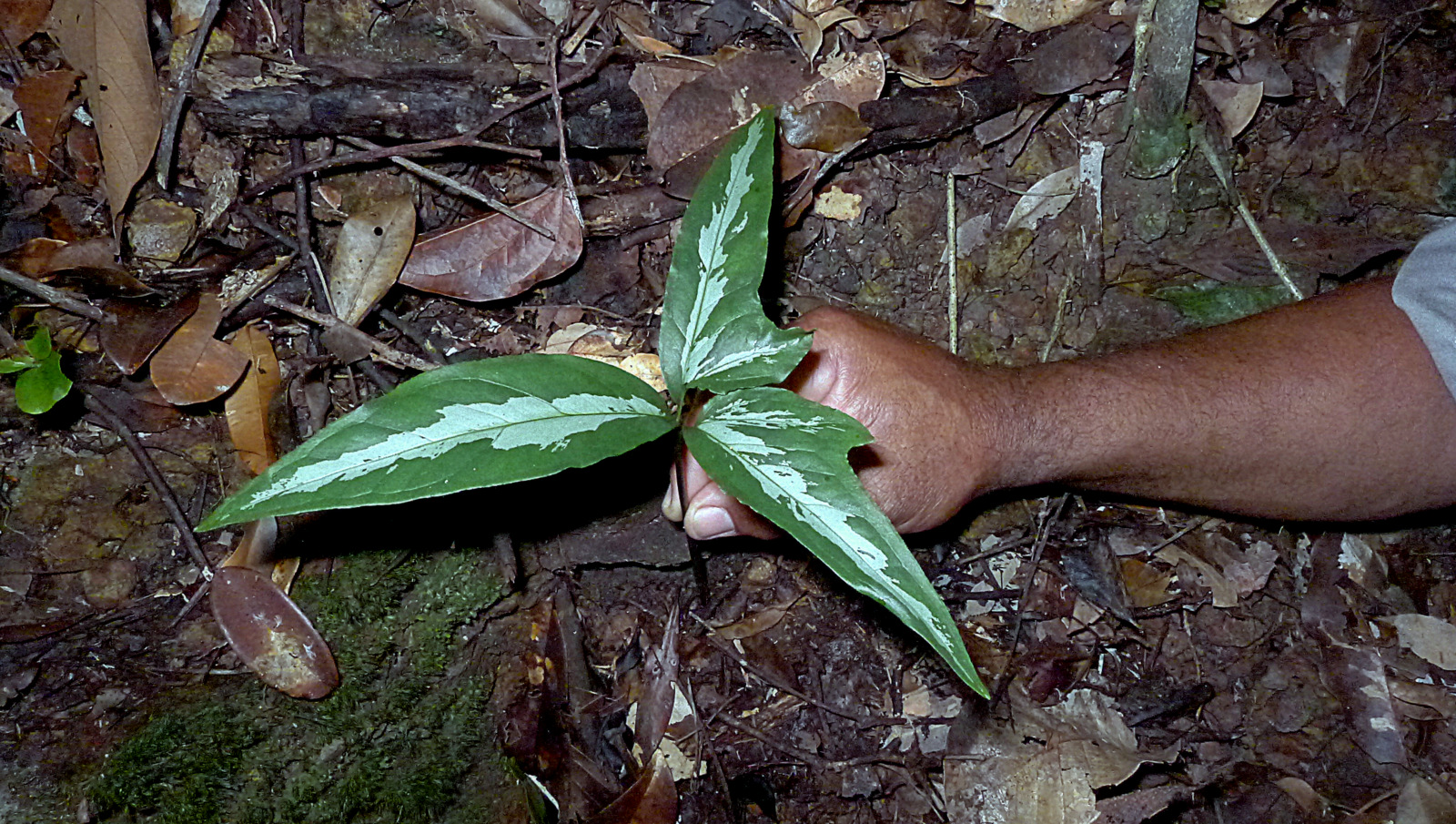
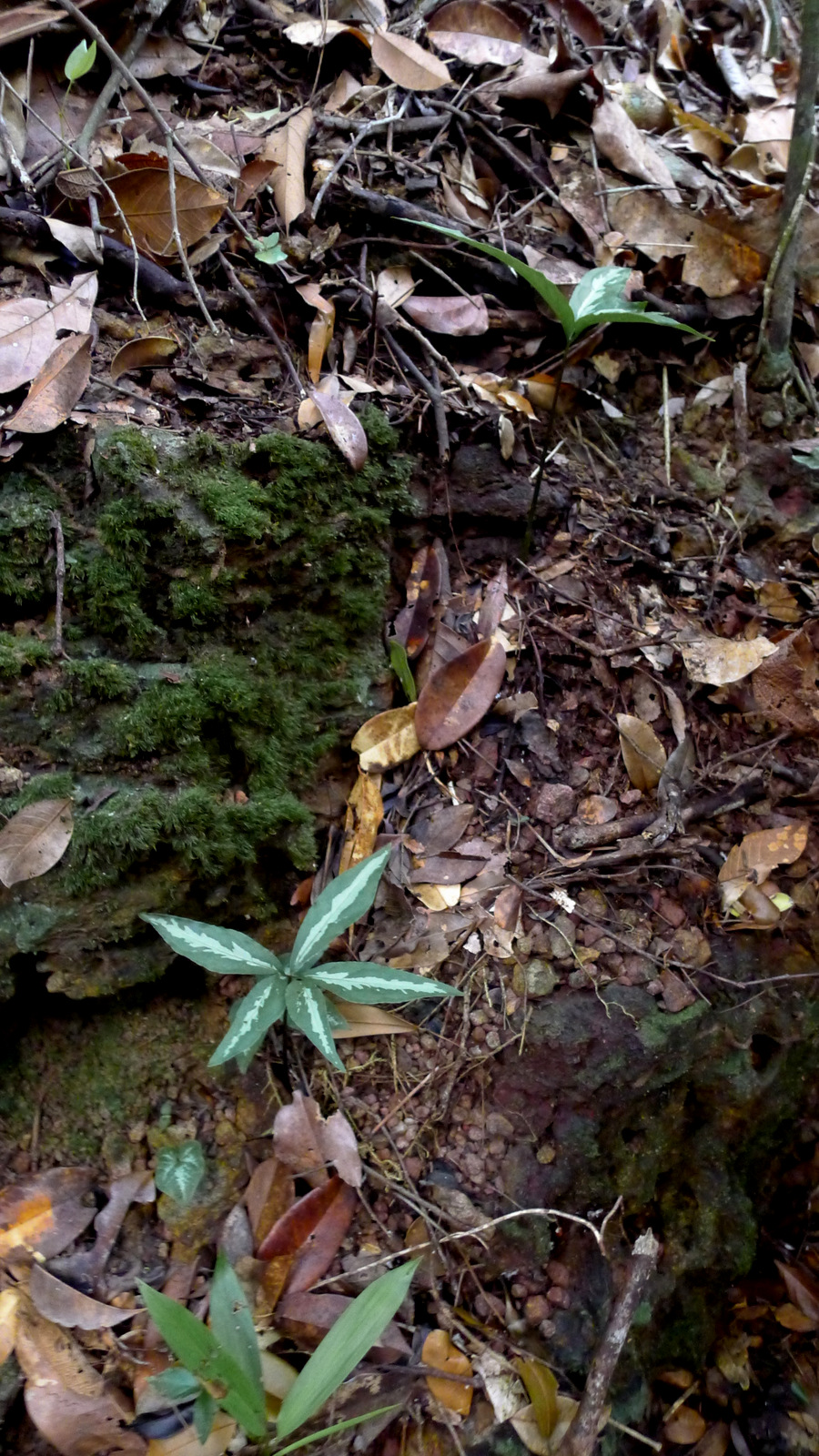
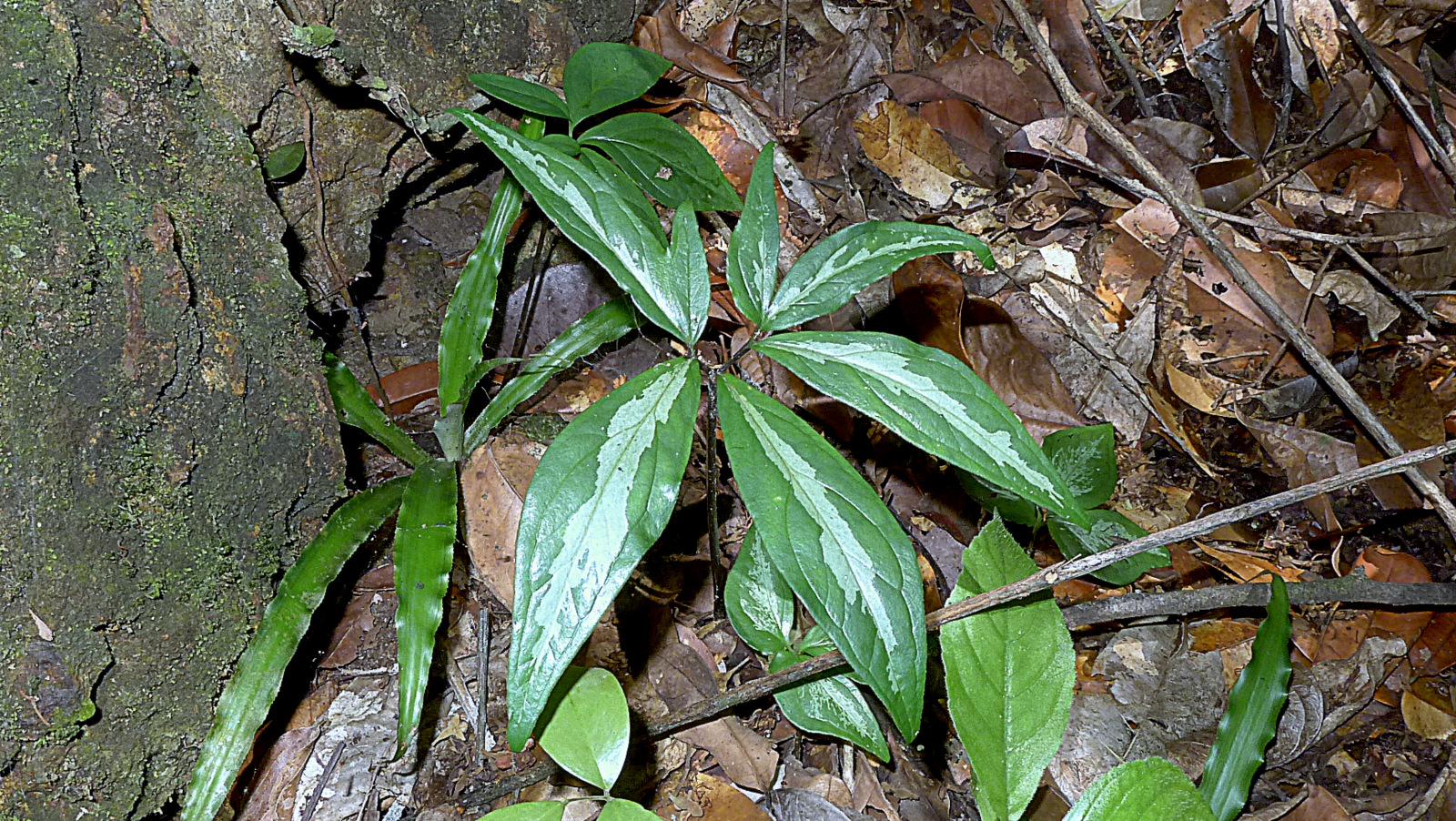
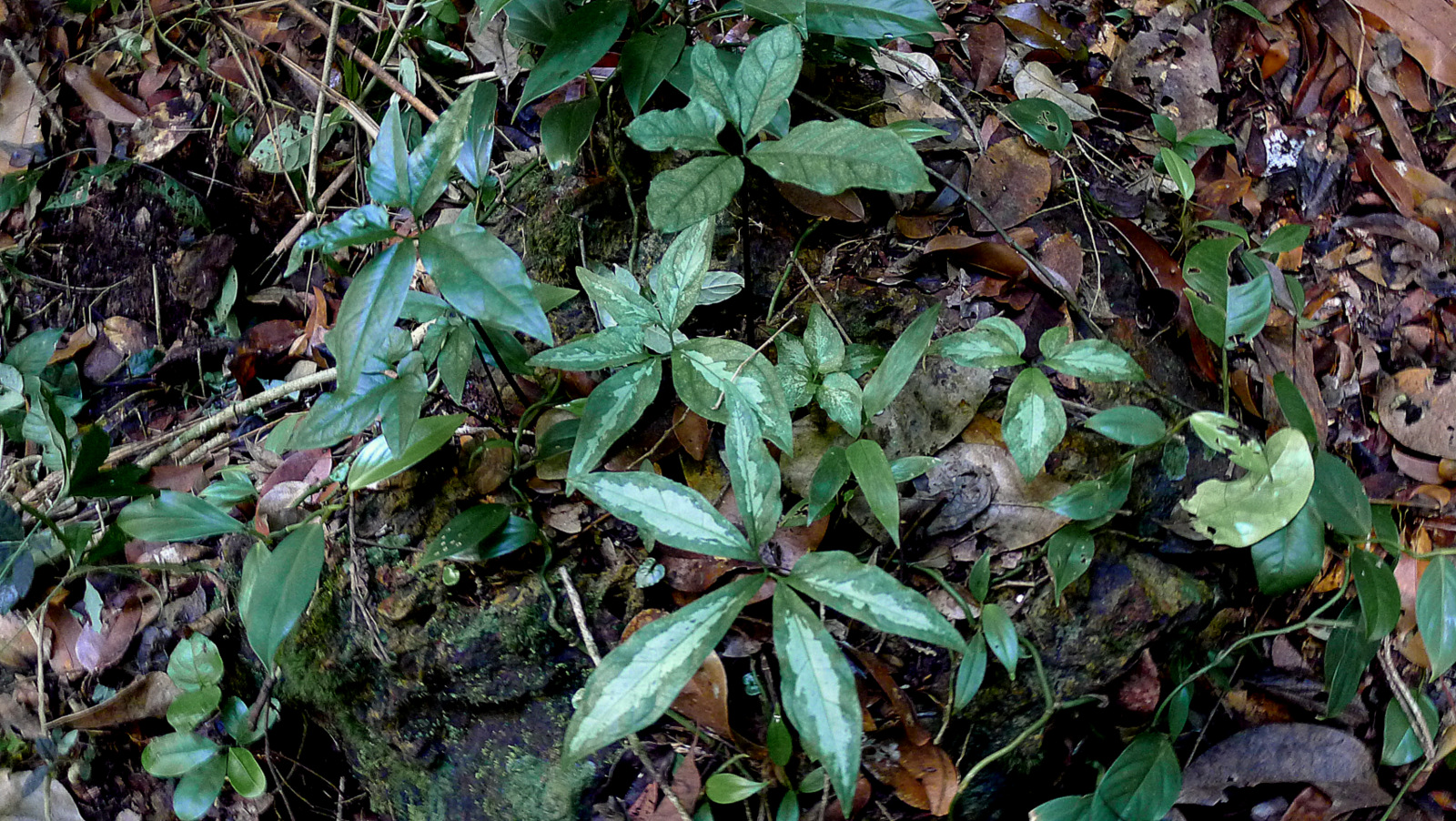